# Filchendorf
Filchendorf ist ein Gemeindeteil der Stadt Neustadt am Kulm im Landkreis Neustadt an der Waldnaab (Oberpfalz, Bayern).

## Geschichte
Die erste urkundliche Nennung von Filchendorf als „Fühlenhardt“ war im Jahr 1281. Das Schloss in Filchendorf ist wahrscheinlich aus dem 1281 genannten Meierhof entstanden. 1528 wurde Filchendorf, das zum Fürstentum Bayreuth gehörte, evangelisch. 1565 bestand Filchendorf aus 13 Höfen, deren Besitzer waren Mertten Wernlein, Ulrich Fischer, Steffan Eckertinn (Witwe des Steffan Eckert), Michel Knodt, Hans Pehr, Nickel Eckart, Georg Herell, Georg Fischer, Cuntz Ströbell, Hanns Schinbain, Hanns Lutz, der obere und der untere Mulner. 1625 erwarb Neidhard Pfreimbder von Bruck das Schloss.
Filchendorf war innerhalb des Verwaltungsgebiets des Fürstentums Bayreuth Teil des Oberamts Neustadt am Kulm. Dieses wurde um 1680 eingerichtet und bestand bis 1772.
1803 kam Filchendorf im Zuge eines Landtausches zum Landgericht Eschenbach und damit zu Bayern. 1818 wurde durch das Gemeindeedikt in Bayern die Gemeinde Filchendorf errichtet. 1848 wurden die letzten Reste der Adelsherrschaft (das Patrimonialgericht) aufgehoben.
Anlässlich der Gebietsreform in Bayern wurde die Gemeinde am 1. Januar 1972 nach Neustadt am Kulm eingemeindet.